# Diogo Figueiras
Diogo José Rosário Gomes Figueiras, född 1 juli 1991 i Castanheira do Ribatejo, Portugal, är en portugisisk fotbollsspelare. Han spelar som högerback.

## Karriär
Figueiras värvades till Sevilla inför säsongen 2013/14. Laget hade inför transferfönstret varit tydliga med att förstärka på högerbackspositionen. Mellan juli 2015 och januari 2016 var Figueiras utlånad till Genoa.
Inför säsongen 2016/17 valde Figueiras att skriva på för grekiska Olympiakos.